# Северокубанский
Северокуба́нский — хутор в Тбилисском районе Краснодарского края.
Входит в состав Ванновского сельского поселения.

## Население
| 2002 | 2010  |
| ---- | ----- |
| 1279 | ↘1153 |

## Улицы
- ул. Луговая,
- пер. Садовый,
- пер. Школьный,
- ул. Юбилейная,
- ул. Якубина.